# 삼척 흥전리 삼층석탑재
삼척 흥전리 삼층석탑재(三陟 興田里 三層石塔材)는 대한민국 강원특별자치도 삼척시 도계읍 흥전리, 신라의 돈각사라는 절이 있었던 곳으로 추정되는 절터 주변에 있는 탑과 석등 등의 석재이다. 2000년 1월 22일 강원특별자치도의 유형문화재 제127호로 지정되었다.

## 개요
흥전리 절터는 대동여지도를 비롯한 여러 기록과 유물들을 종합해 볼 때 신라의 돈각사라는 절이 있었던 곳으로 추정된다. 절터 주변에는 탑과 석등 등의 석재들이 흩어져 있다.
탑은 전형적인 통일신라 석탑의 양식을 잘 따르고 있으나, 기단부(基壇部)가 3층으로 되어 있어 보기드문 형태이다. 현재 무너져 있긴 하지만 대부분의 부재들이 깨지지 않은 상태로 거의 완벽하게 남아있다.
통일신라 후기에 세운 탑의 부재들로 추측된다.

## 같이 보기
- 삼층석탑

## 참고 자료
- 삼척흥전리삼층석탑재 - 국가유산청 국가유산포털